# Emilie-Claire Barlow
Emilie-Claire Barlow (Toronto, Ontario, 6 de junio de 1976) es una actriz de voz y cantante de jazz canadiense. 

## Trayectoria
Nacida de padres músicos profesionales, se animó a cantar y estudiar piano, chelo, clarinete y violín. A los siete años que había comenzado su carrera, cantando la televisión y la radio comerciales.
Fue convocada para prestar su voz a Courtney, una de los protagonistas y antagonistas principales, presto su voz durante 69 episodios. Ha proporcionado las voces de series de televisión animadas como Sailor Venus y Sailor Mars en Sailor Moon, Bakugan Battle Brawlers y Drama Total (serie).

## Reconocimientos
Ha recibido tres nominaciones para los Premios Juno de Canadá y fue nombrada Vocalista Femenina del Año en los Premios Nacionales de Jazz de 2008.

## Álbumes
El primer álbum de Barlow,  Canta, fue lanzado en 1998. Uno de sus trabajos más destacados es Drama Total. 
| Año  | Título                  | Notas                                                                    |
| ---- | ----------------------- | ------------------------------------------------------------------------ |
| 1998 | Sings                   |                                                                          |
| 2001 | Tribute                 | Nominado para "Álbum de Jazz Vocal del Año" en los Premios Juno de 2002. |
| 2003 | Happy Feet              |                                                                          |
| 2005 | Like a Lover            |                                                                          |
| 2006 | Winter Wonderland       | Publicado en 2006 como un álbum de Navidad.                              |
| 2007 | The Very Thought of You | Nominado para "Álbum de Jazz Vocal del Año" en los Premios Juno de 2008  |
| 2009 | Haven't We Met?         | Nominado para "Álbum de Jazz Vocal del Año" en los Premios Juno de 2010  |
| 2010 | The Beat Goes On        | Nominado para "Álbum de Jazz Vocal del Año" en los Premios Juno de 2011  |
| 2012 | Seule ce soir           | Ganador del "Álbum de Jazz Vocal del Año" en los Premios Juno de 2013    |

## Sencillos
| Años | Canción                                        | Título de álbum                 | Artista       | Notas                  |
| ---- | ---------------------------------------------- | ------------------------------- | ------------- | ---------------------- |
| 2000 | Just Around the Corner                         | Cardcaptor Sakura: The Movie    |               | Soundtrack             |
| 2004 | Sailing on the Real True Love Loving the World | Touch of Pink                   |               | Soundtrack             |
| 2007 | Mood Indigo                                    | Real Divas - Torch Light, Vol 1 |               | Recopilación           |
| 2007 | Gentle Rain                                    | Real Divas - Torch Light, Vol 2 |               | Recopilación           |
| 2008 | All the Diamonds                               | A Thousand Nights               | Melanie Doane | Junto con Kathryn Rose |

## Filmografía
| Año       | Título         | Rol              | Notas           |
| --------- | -------------- | ---------------- | --------------- |
| 2007-2013 | Drama Total    | Courtney (Voz)   |                 |
| 2012      | Dibujo animado | Cameron Elliston | Papel Principal |
| 2012      | Z-Baw          | Mara             | Papel Principal |

## TV
| Año           | Título                                    | Rol                                   | Notas |
| ------------- | ----------------------------------------- | ------------------------------------- | --- |
| 1994          | The Mighty Jungle                         | Cheryl (Voz)                          | Episodio 1.8 Solo en casa |
| 1998, 2000    | Sailor Moon                               | Sailor Mars (voz), Sailor Venus (voz) | Papel Principal |
| 1998          | Mythic Warriors: Guardianes de la Leyenda | Siren # 2 (voz)                       | Episodio 1.3 Ulises y el viaje a casa |
| 2004          | Locos dieciséis                           | Chrissy (Voz)                         | Papel Periódico |
| 2005          | Wayside                                   | Johan (voz)                           | 1 episodio |
| 2007          | Bakugan Battle Brawlers                   | Alice Gehabich (Voz)                  | Papel Principal |
| 2007-2013     | Drama Total                               | Courtney (Voz)                        | Isla del drama (15 episodios) Luz, drama, acción (16 episodios) Drama Total Gira Mundial (17 episodios) Drama Total: Todos Estrellas (11 episodios) |
| 2009          | The Guy Dating                            | Rachel                                | 26 Episodios |
| 2009          | Stoked                                    | Mrs. Ridgemount (Voz)                 | 11 Episodios |
| 2011          | Animales casi desnuda                     | Bunny (voz)                           | 40 episodios |
| 2011          | Bakugan: Mechtanium sobretensiones        | Chris (voz)                           | 12 episodios |
| 2012          | Fugget al respecto                        | Theresa Maria Falcone                 | 13 episodios |
| 2015          | Drama Total Presenta: Carrera Alucinante  | Ellody (voz)                          | 3 episodios |
| 2015          | Drama Total Presenta: Carrera Alucinante  | Laurie (voz)                          | 5 episodios |
| 2018-presente | Total Drama Daycare                       | Courtney (Voz)                        | |